# Tachina aurulenta
Tachina aurulenta là một loài ruồi trong họ Tachinidae.